# Netzwerk der europäischen Wettbewerbsbehörden
Das Netzwerk der europäischen Wettbewerbsbehörden (European Competition Network, kurz ECN) bezeichnet ein Forum, dem alle Kartellbehörden der Mitgliedstaaten der Europäischen Union sowie die Kartellabteilung der Europäischen Kommission angehören. Zweck des ECN ist, effektiver gegen Kartelle vorgehen zu können. 
Das ECN ist von dem Zusammenschluss der European Competition Authorities (ECA) zu unterscheiden.
Das ECN ist keine Behörde oder Institution der Europäischen Union, sondern dient lediglich dazu, Kartellrechtsfälle den entsprechenden Kartellbehörden zuzuteilen und Informationen auszutauschen.
Probleme ergeben sich innerhalb des ECN vor allem in Bezug auf Bonusregelungen, da diese noch nicht einheitlich für alle Mitgliedstaaten geregelt sind.